# Colli Albani - Parco Appia Antica (estación)
Colli Albani - Parco Appia Antica es una estación de la línea A del Metro de Roma.
En su entorno se encuentra la Vía Apia (y su parque), la Tumba de los Escipiones, la Porta San Sebastiano, la Tumba de Geta, la Iglesia Domine Quo Vadis, la Tumba de Priscilla, las Catacumbas de San Calixto, las Catacumbas y Basílica de San Sebastián, las Catacumbas de Domitila, la tumba de Cecilia Metela y la Iglesia de San Nicola a Capo di Bove.

## Historia
La estación Colli Albani fue construida como parte del primer tramo (de Ottaviano a Anagnina) de la línea A del metro, entrando en servicio el 16 de febrero de 1980.